# Vůně zelené papáje
Vůně zelené papáje (francouzsky L'Odeur de la papaye verte, vietnamsky Mùi đu đủ xanh) je francouzsko-vietnamský hraný film z roku 1993, který režíroval Trần Anh Hùng podle vlastního scénáře. Snímek měl světovou premiéru v sekci Un Certain Regard na filmovém festivalu v Cannes dne 16. května 1993.

## Děj
V Saigonu 50. let se stává mladá služebná důležitým členem rodiny, která si ji najala.

## Obsazení
| Tran Nu Yên-Khê      | Mui ve 20 letech |
| Man San Lu           | Mui ve 10 letech |
| Thi Loc Truong       | matka            |
| Anh Hoa Nguyen       | stará Ti         |
| Hoa Hoi Vuong        | Khuyen           |
| Ngoc Trung Tran      | otec             |
| Vantha Talisman      | Thu              |
| Keo Souvannavong     | Trung            |
| Van Oanh Nguyen      | pan Thuan        |
| Gérard Neth          | Tin              |
| Nhat Do              | Lam              |
| Thi Hai Vo           | babička          |
| Thi Thanh Tra Nguyen | Mai              |
| Huy Lâm Bui          | lékař            |
| Xuan Thu Nguyen      | antikvář         |

## Ocenění
- Cena od Fondation Gan pour le Cinéma
- Filmový festival v Cannes: Caméra d'Or a Cena mládeže
- Oscar: nominace na nejlepší cizojazyčný film
- César: nominace na nejlepší filmový debut (Trần Anh Hùng)